# Leskia verna
Leskia verna là một loài ruồi trong họ Tachinidae.